# Strasbourg Alsace Basket Club
Maillots
Le Strasbourg Alsace Basket Club (anciennement Racing Club de Strasbourg) était un club féminin français de basket-ball basé dans la ville de Strasbourg. Il évoluait durant la saison 2008-2009 en nationale féminine 1, deuxième division du championnat de France. Il disparaît en 2009.

## Historique

le logo des années 2000

Le club était l'une des nombreuses sections du Racing Club de Strasbourg omnisports. En 2008 le club sort du giron du club omnisports et change de dénomination. Il ne survit qu'une année.

## Entraîneurs successifs
- 2008-2009 :  José Ruiz

## Palmarès
- Champion de France NF1 : 2004